# Vlaardingen
Vlaardingen este o comună și o localitate în provincia Olanda de Sud, Țările de Jos. Este situată la periferia orașului Rotterdam.

## Personalități născute aici
- Ian Maatsen (n. 2002), fotbalist.